# Alimentador Payet (Metropolitano)
El servicio AN-05 o alimentador Payet del Metropolitano conecta el terminal Naranjal con la zona de Payet, ubicada en el distrito de Independencia.

## Características
Su flota está compuesta por midibuses anaranjados de 8.5 metros, todos ellos de carrocería TATSA sobre chasis King Long.
| Lunes a sábado      | 05:00 a. m. - 11:00 p. m. |
| Domingos y feriados | 05:00 a. m. - 10:00 p. m. |

| General     | S/ 1.00 |
| Estudiantes | S/ 0.50 |

## Recorrido
| Ida Payet       | Terminal Naranjal (embarque 1) — Avenida Chinchaysuyo — Avenida Antisuyo — Avenida José Gabriel Condorcanqui — Jirón Alca — Avenida 20 de Diciembre — Jirón Andrés de Riqueros (esq. Avenida 4 de Noviembre) |
| Vuelta Naranjal | Jirón Andrés de Riqueros (esq. Avenida 4 de Noviembre) — Avenida 4 de Noviembre — Jirón Alca — Avenida José Gabriel Condorcanqui — Avenida Antisuyo — Avenida Chinchaysuyo — Terminal Naranjal (embarque 1)  |

## Paraderos
| N° | Paradero                       | Común con |
| -- | ------------------------------ | --------- |
| 1  | Terminal Naranjal (embarque 1) |           |
| 2  | Huáscar                        | AN-01     |
| 3  | Calle 3                        |           |
| 4  | Río Sapi                       |           |
| 5  | Antisuyo                       |           |
| 6  | José Gabriel Condorcanqui      |           |
| 7  | Posta                          |           |
| 8  | Progreso                       |           |
| 9  | Alca                           |           |
| 10 | Real Felipe                    |           |
| 11 | 4 de Noviembre                 |           |

| N° | Paradero                       | Común con |
| -- | ------------------------------ | --------- |
| 1  | 4 de Noviembre                 |           |
| 2  | José Olaya                     |           |
| 3  | Huaytapampa                    |           |
| 4  | Progreso                       |           |
| 5  | Posta                          |           |
| 6  | Calle Marco                    |           |
| 7  | Calle 17                       |           |
| 8  | Huamachuco                     |           |
| 9  | Calle 1                        |           |
| 10 | Túpac Amaru                    | AN-01     |
| 11 | Terminal Naranjal (embarque 1) |           |